# Cicló Yaku
El cicló Yaku és un molt inusual cicló al Pacífic Sud format a la fi de febrer de 2023 que va impactar a l'Equador i el nord del Perú el 4 de març del mateix any.

## Desenvolupament
El 7 de març, el SENAMHI (Servei Nacional de Meteorologia i Hidrologia del Perú) va informar d'un «cicló de característiques tropicals no organitzat». Els investigadors del SENAMHI van aconseguir identificar la formació del cicló a la fi de febrer, i a més van precisar que l'inusual fenomen romandria a la mar peruana. Però no afectaria cap ciutat de les costes peruanes i equatorianes. També van informar que per als dies 9 a l'11 de març s'anaven a desenvolupar precipitacions d'intensitat moderada a intensa en la costa nord del Perú, i que el cicló no es convertiria en huracà. L'anunci del cicló Yaku va provocar inquietud entre la població.D'altra banda, el INAMHI, l'agència meteorològica equatoriana, va descartar a l'esdeveniment atmosfèric com a cicló i va reportar el 10 de març que Yaku deixarà de tenir impacte directe en les costes de l'Equador.
El cicló Yaku va augmentar les condicions de pluges extremes en les regions de Tumbes, Piura i Lambayeque. El 8 de març, es va reportar pluges en els departaments de Tumbes, Piura, Lambayeque, La Llibertat, Áncash i Lima. El 10 de març, el riu La Llet en Lambayeque es va desbordar afectant el districte de Íllimo. En el departament de la Libertad, va haver-hi inundacions a les províncies de Chepén i Pacasmayo després de pluges torrencials. Informes del SENAMHI van indicar que els departaments de Lambayeque i La Llibertat van superar el registre històric d'acumulació de pluges en 24 hores reportant valors no registrats des del Niño de 1998 i el Niño costero del 2017. L'11 de març, el pont Sechín, de Áncash, va col·lapsar a causa de les pluges. A causa de les pluges, divuit districtes de Lima van ser declarats en estat d'emergència. L'inici de classes al Perú que va ser programat per al 13 de març va ser canviat per al 20.
El SENAMHI va emetre un avís de nivell vermell en les regions d'Ica, Huancavelica i Ayacucho davant una possible activació de huaicos. La presidenta Dina Boluarte va anunciar la suspensió per 24 hores les activitats escolars i universitàries en institucions educatives públiques i privades de les zones de: l'Àrea metropolitana de Lima, la regió de Lima i el Callao, i que les Forces Armades i la Policia Nacional del Perú estarien en alerta per a ajudar a la població.

## Reaccions
- L'alcalde de Lima Rafael López Aliaga va proposar que el dia 14 de març sigui dia no laborable.[18] Va sol·licitar una cadena d'oració i va declarar que el cicló «s'està anant a l'oest, com vaig demanar en cadenes d'oració».[19] També va criticar el programa de Reconstrucció amb Canvis del govern de Martin Vizcarra.[20]